# Молтрий (окръг, Илинойс)
Окръг Молтрий (на английски: Moultrie County) е окръг в щата Илинойс, Съединени американски щати. Площта му е 891 km², а населението - 14 287 души (2000). Административен център е град Съливан.